# Inscripción y registros de peritos médicos en la Asociación Médica Argentina
El perito médico suministra al Juez y por ende a los  Tribunales de Justicia su información u opinión fundada sobre los puntos litigiosos que son materia del dictamen, a los efectos de brindar argumentos o razones para el esclarecimiento de un tema que el juez no está obligado a dominar. Por lo tanto, tiene influencia en el juicio.
Los peritos se designan para actuar como tales a través de los sorteos que se hacen en los Tribunales.
La Asociación Médica Argentina (AMA) procura colaborar con el Poder Judicial de la Nación en los ámbitos de los Fueros Judiciales Nacionales y en la Corte Suprema de Justicia de la Nación Argentina, realizando anualmente la inscripción y registros de peritos médicos en su sede.

## En el ámbito de los Fueros Judiciales Nacionales

### Antecedentes
La Asociación Médica Argentina, desde su creación en 1891 y hasta 2001, prestó su apoyo y participación en las actividades de la Justicia Nacional y también de las Provincias. Esto lo llevó a cabo respondiendo a los oficios de las causas, prestando así la colaboración científica que le era requerida, a través de las Sociedades, Asociaciones y Comités que la integran.
En el 2001, el Prof. Dr. Juan Carlos García, director general pericial de la Corte Suprema de Justicia de la Nación, sugirió a la AMA que la inscripción de los peritos médicos que actuaran ante las ocho jurisdicciones de la Justicia Nacional dentro del ámbito de Capital Federal, pudiese ser realizada en forma unificada en su sede y bajo la supervisión de sus agentes, quienes verificarían los originales de los títulos de médicos y de las especialidades médicas.
Hasta ese momento, los médicos debían concurrir de uno a ocho lugares distintos donde estaban las Superintendencias inscriptoras. La verificación de los títulos y certificados de especialidades médicas habilitantes se hacía ante el personal de cada uno de los ocho Fueros Nacionales actuantes en Capital Federal. Estos agentes en razón de sus tareas dentro de la órbita del Poder Judicial, no contaban necesariamente con la capacitación específica que les permitiera verificar la documentación pertinente. Esto implicó que en uno de los Fueros,  se recibieran cerca de 8.000 inscripciones de médicos que sumado al registro de especialidades ascendía a unos 28.000 registros entre médicos y especialidades profesionales, con la consiguiente dificultad para verificar dichas inscripciones periciales en tiempo y forma.
Entonces, la AMA bajo las directivas, orientación y supervisión de la DGP CSJN, redactó una presentación al Superior Tribunal, donde luego de reseñar su prolongada historia y su prolífera labor en todas las áreas de la docencia e investigación médica, proponía realizar sin costo alguno para la Justicia ni para los inscriptos, un trabajo de verificación de la documentación idónea habilitante para las diversas especialidades. Para ello, se propuso tomar como base para la clasificación de especialidades médicas, dada la experiencia que se había obtenido con el Comité y el Programa de recertificación médica (CRAMA, 1994), las reconocidas por el Ministerio de Salud de la Nación, sugiriéndole además a las diferentes Superintendencias de las ocho Cámaras de Apelaciones, que en caso de querer adicionar algunas especialidades que considerasen necesarias para el fuero, también la AMA se encargaría de adoptar su inclusión.
El proyecto de verificación e inscripción propuesto por la AMA fue aceptado por el Superior Tribunal mediante Resolución CSJN N.º 669/ 2002 y designó a la Asociación Médica Argentina como agente inscriptora de Peritos Médicos para actuar ante los Tribunales Nacionales dentro de la órbita de la Ciudad Autónoma de Buenos Aires.

### La primera inscripción de peritos médicos
Se realizó en octubre del 2002 y en la sede de la AMA. En esta ocasión y por ser la primera, los médicos debieron exhibir los títulos y especialidades médicas originales para su verificación. Así los médicos pudieron inscribirse simultáneamente en un solo lugar, la AMA,  para actuar ante uno o más fueros de la Justicia Nacional.
En esta primera oportunidad se inscribieron como peritos 1.057 médicos con un total de 12.292 registros entre especialidades y los diferentes fueros.

### Comité de Peritos Médicos
Para cumplir con tal fin se creó simultáneamente en la AMA el Comité de Peritos Médicos que ayudaría con las tareas encomendadas.
Se designó un Consejo Asesor integrado por los Dres. Antonio Bruno, Miguel Falasco, Juan Carlos García, Elías Hurtado Hoyo, Armando Macagno, Víctor Poggi y Eduardo Zancolli.
Además colabora desde entonces con la docencia médico-pericial|, a través del “Curso de actualización en medicina legal y actividad pericial (anual)”, que se dicta en la Escuela de Graduados de la Asociación Médica Argentina (EGAMA, 1997) y las Jornadas anuales para peritos médicos que se realizan en la sede de la AMA.
En el Comité de Peritos se reciben permanentemente las consultas de diferentes tribunales y de abogados solicitando información sobre peritos y especialidades periciales. También se ha solicitado información, desde el extranjero y desde el interior del país, acerca del modo de funcionamiento de este sistema de inscripción y registro de peritos médicos.
Actualmente este Comité presidido por el Prof. Dr. Hernán Gutiérrez Zaldivar -asesor letrado de AMA- tiene cuatro áreas: a) de inscripción y registro, b) de educación, c) de normatización y d) de informática.

### La actualidad
Para octubre de 2006 se inscribieron o reinscribieron para actuar como peritos -durante el año 2007- ante la Justicia Nacional, 956 médicos, con un total de 10.972 registros, distribuidos entre los 8 Fueros y las distintas especialidades médicas.
Los datos personales y profesionales de los peritos médicos pueden ser difundidos bajo autorización previa, a través de la AMA, para brindar sus servicios a la comunidad.

### Requisitos para la Inscripción
La inscripción de Peritos Médicos que actúan en todos los Fueros de la Justicia Nacional con sede en la Ciudad Autónoma de Buenos Aires se realiza durante todo el mes de octubre en el horario de 8 a 13 hs. en la sede de la AMA. Solo podrán realizar el trámite el interesado o una persona autorizada por el mismo ante escribano público.
Los requisitos son: a) tener al menos 5 años de ejercicio de la medicina, b) presentar DNI y fotocopia, c) presentar Título Original de Médico y fotocopia, d) Título o Certificado Original de la/s especialidad/es médica/s con la/s que se quiere inscribir el perito y fotocopia/s, e) estampilla/s equivalentes a ARS$-50 del Banco Ciudad, f) constituir un domicilio en la Ciudad Autónoma de Buenos Aires
La Cámara Criminal y Correccional de la Capital Federal exige un Certificado de Antecedentes Penales emitido por el Registro Nacional de Reincidencia en original o fotocopia certificada ante escribano público. El mismo tiene validez por 3 años.
Una vez ya inscripto, en los años sucesivos solo se requerirá la estampilla mencionada y un documento que acredite la identidad. En el caso de querer agregar una nueva especialidad médica, deberá traer el título original de dicha especialidad certificado por el Ministerio de Salud.

## En el ámbito de la Corte Suprema de Justicia de la Nación

### Antecedentes
La Corte Suprema de Justicia de la Nación Argentina, a lo largo de sus 140 años de existencia, no contaba con un Registro de Peritos Médicos para actuar específicamente ante ella. Cuando esto era necesario, designaba algunos de los peritos médicos registrados en los Fueros Judiciales Nacionales.
Recientemente la CSJN mediante la Acordada 22/2006 del 13 de junio de 2006 y la Resolución 1470/2006 del 26 de septiembre de 2006, designó a la AMA para inscribir y registrar a los médicos ante el Superior Tribunal de Justicia.
Para esto los profesionales debían cumplir con requisitos especiales. Ellos eran: a) el título de especialista en medicina legal o médico legista, con independencia de las demás especialidades médicas; b) obtener y aportar el certificado de ética profesional expedido por el Ministerio de Salud de la Nación; y c) un resumen de la actividad  médica durante los últimos 10 años.

### La primera inscripción
Se realizó en noviembre del 2006 y en el domicilio de la AMA. Se presentaron un total de 45 médicos inscriptos que registraron un total de 116 especialidades médicas.